# Feng Xiliang
Feng Xiliang (C.L.Feng) (1er décembre 1920 - 30 janvier 2006) est un journaliste chinois. Après avoir fait ses études aux États-Unis, il revint en Chine après la Révolution communiste de 1949 où il devint bien plus tard le fondateur du premier journal de langue anglaise publié en Chine, soit le China Daily, qui démarra ses activités en 1981. Il y fut tout d'abord éditorialiste puis l'éditeur en chef de 1984 à 1987, avant de devenir un des membres de l'administration du South China Morning Post, un journal de la langue anglaise publié à Hong Kong.